# Mickey, le club des méchants
Série Tous en boîte
Mickey, la magie de Noël
Pour plus de détails, voir Fiche technique et Distribution.
Mickey, le Club des Méchants (Mickey's House of Villains), ou Chez Mickey, entre méchants en Belgique et au Québec, est une compilation de courts métrages des studios Disney présenté comme un long-métrage d'animation, sorti en 2002 directement en vidéo.

## Synopsis
Le film comprend plusieurs dessins animés regroupés sous la forme d'un spectacle donné lors d'une fête d'Halloween dans la salle du Club de Mickey. Plusieurs des grands méchants des Classiques d'animation Disney prennent le contrôle du Club par la force et la Magie Noire, surtout dirigée par Jafar, aidé entre autres du Capitaine Crochet, Cruella d'Enfer, Hadès, Ursula, Shenzi, Banzaï et Ed, le Grand méchant Loup, La Reine de Cœur, Maléfique, Pat Hibulaire ou encore Chernabog. Pendant un moment, "Disney's Tous en Boite" devient "Le Club des Méchants".
Le film comprend les courts métrages :
- Donald et la Sorcière (Trick or Treat, 1952)
- La Maison mécanique (en) (Mickey's Mechanical House)
- Comment hanter une maison ? (How to Haunt a House?)
- Les Revenants solitaires (Lonesome Ghosts, 1937)
- La Dingo-Danse (Dance of the Goofys)
- Donald et le Gorille (Donald Duck and the Gorilla, 1944)
- Donald fête Halloween (Donald's Halloween Scare)
- La Maison en sucre (Hansel and Gretel)

Lorsque la date de sortie n'est pas précisée, cela signifie que le dessin animé est un épisode de la série Mickey Mania (1999-2000).

## Fiche technique
- Titre original : Mickey's House of Villains
- Titre français : Mickey, le club des méchants
- Titre québécois : Chez Mickey, entre méchants (également nommé en Belgique)
- Réalisation : Jamie Mitchell
- Musique : Randy Petersen
- Production : Melinda Rediger
- Société de production : Walt Disney Télévision Animation
- Société de distribution : Walt Disney Home Entertainment
- Pays d'origine :  États-Unis
- Langue originale : anglais
- Format : couleurs - 1,33:1 - 4/3
- Durée : 68 minutes
- Dates de sortie :
  - États-Unis : 3 septembre 2002
  - France : octobre 2002

## Distribution

### Voix originales
- Wayne Allwine : Mickey Mouse
- Russi Taylor : Minnie Mouse
- Tony Anselmo : Donald Duck
- Bill Farmer : Dingo
- Jim Cummings : Pat Hibulaire
- Corey Burton : Capitaine Crochet, Chernabog
- James Woods : Hadès
- Pat Carroll : Ursula
- Scott Weinger : Aladdin
- Rob Paulsen : Hadès (voix chantée)
- June Foray : Witch Hazel

### Voix françaises
- Laurent Pasquier : Mickey Mouse
- Marie-Charlotte Leclaire : Minnie Mouse
- Sylvain Caruso : Donald Duck
- Sybille Tureau : Daisy Duck
- Danièle Hazan : Clarabelle Cow
- Gérard Rinaldi : Dingo
- Emmanuel Curtil : Mike le Microphone et Chernabog
- Martine Regnier : Riri, Fifi et Loulou
- Alain Dorval : Pat Hibulaire
- Patricia Legrand : Hazel la sorcière
- Michel Elias : Jafar et Pumbaa
- Sylvie Genty : Maléfique
- Philippe Catoire : Capitaine Crochet et un fantôme
- Roger Carel : Kaa
- Guy Chapellier : Hadès et Scar
- Paule Emanuele : la Reine de Cœur
- Élisabeth Wiener : Cruella d'Enfer
- Sophie Deschaumes : Si et Am
- Perrette Pradier : Ursula
- Guillaume Lebon : Aladdin
- Éric Métayer : Iago
- Michel Vigné : Grand Loup
- Benoît Allemane : Commissaire Finot
- Cédric Dumond : Mortimer Mouse
- Olivier Constantin : un fantôme
- Jean-Claude Donda et Sophie Deschaumes : voix additionnelles

 Source et légende : version française (VF) sur RS Doublage et Planète Jeunesse

## Gentils
| Les Gentils                   | Univers Disney                                |
| ----------------------------- | --------------------------------------------- |
| Mickey Mouse                  | Mickey Mouse                                  |
| Aladdin                       | Aladdin                                       |
| Bagheera                      | Le Livre de la Jungle                         |
| Tigrou                        | Winnie L'Ourson                               |
| Baloo                         | Le Livre de la jungle                         |
| Maître Hibou                  | Winnie L'Ourson                               |
| Fleur                         | Bambi                                         |
| Max                           | Dingo                                         |
| Panchito Pistoles             | Les Trois Caballeros                          |
| Bernard, Bianca et Orville    | Les Aventures de Bernard et Bianca            |
| Dingo                         | Mickey Mouse                                  |
| Alice                         | Alice au Pays des Merveilles                  |
| Nicodème                      | Donald Duck                                   |
| Ariel                         | La Petite Sirène                              |
| Mégara                        | Hercule                                       |
| Blanche-Neige                 | Blanche-Neige et les Sept Nains               |
| Les Sept Nains                | Blanche-Neige et les Sept Nains               |
| Bambi                         | Bambi                                         |
| La Bête                       | La Belle et la Bête                           |
| Belle                         | La Belle et la Bête                           |
| Daisy Duck                    | Mickey Mouse                                  |
| Cendrillon                    | Cendrillon                                    |
| Donald Duck                   | Mickey Mouse                                  |
| Dumbo                         | Dumbo                                         |
| Génie                         | Aladdin                                       |
| Jasmine                       | Aladdin                                       |
| Lièvre de Mars                | Alice au Pays des Merveilles                  |
| Le Sultan                     | Aladdin                                       |
| Tapis Volant                  | Aladdin                                       |
| Winnie L'Ourson               | Winnie L'Ourson                               |
| Aurore                        | La Belle au Bois Dormant                      |
| Nif-Nif, Naf-Naf et Nouf-Nouf | Les Trois Petits Cochons                      |
| Pinocchio                     | Pinocchio                                     |
| Lady                          | La Belle et le Clochard                       |
| Merlin                        | Merlin L'Enchanteur                           |
| Nala                          | Le Roi Lion                                   |
| Peter Pan                     | Peter Pan                                     |
| Porcinet                      | Winnie L'Ourson                               |
| Les Pingouins                 | Marry Poppins                                 |
| Pluto                         | Mickey Mouse                                  |
| Minnie Mouse                  | Mickey Mouse                                  |
| Polochon                      | La Petite Sirène                              |
| Robin des Bois                | Robin des Bois                                |
| Sébastien                     | La Petite Sirène                              |
| Simba                         | Le Roi Lion                                   |
| Chapelier Fou                 | Alice au Pays des Merveilles                  |
| Eurêka                        | La Petite Sirène                              |
| Le Génie                      | Aladdin                                       |
| Bibi Lapin                    | Mélodie du Sud                                |
| Geppetto                      | Pinocchio                                     |
| Petit Jean                    | Robin des Bois                                |
| Philoctète                    | Hercule                                       |
| Frère Tuck                    | Robin des Bois                                |
| Fée Clochette                 | Peter Pan                                     |
| Panpan                        | Bambi                                         |
| Bourriquet                    | Winnie L'Ourson                               |
| José Carioca                  | Saludos Amigos                                |
| Zip                           | La Belle et la Bête                           |
| Madame Samovar                | La Belle et la Bête                           |
| Scamp                         | La Belle et le Clochard 2 : L'Appel de la Rue |

## Méchants
| Les Méchants             | Univers Disney                     |
| ------------------------ | ---------------------------------- |
| Pat Hibulaire            | Mickey Mouse                       |
| Gédéon                   | Pinocchio                          |
| Le Roi de Cœur           | Alice au Pays des Merveilles       |
| Cruella d'Enfer          | Les 101 Dalmatiens                 |
| Jafar                    | Aladdin                            |
| Horace et Jasper         | Les 101 Dalmatiens                 |
| Iago                     | Aladdin                            |
| Grand-Coquin             | Pinocchio                          |
| La Reine de Cœur         | Alice au Pays des Merveilles       |
| Lucifer                  | Cendrillon                         |
| Chernabog                | Fantasia                           |
| Les Moires               | Hercule                            |
| Shenzi                   | Le Roi Lion                        |
| Banzai                   | Le Roi Lion                        |
| Ed                       | Le Roi Lion                        |
| Les Cartes Gardes        | Alice au Pays des Merveilles       |
| Reine-Sorcière           | Blanche-Neige et les Sept Nains    |
| Miroir Magique           | Blanche-Neige et les Sept Nains    |
| Javotte et Anastasie     | Cendrillon                         |
| Mme de Trémaine          | Cendrillon                         |
| Hadès                    | Hercule                            |
| Gaston                   | La Belle et la Bête                |
| Le Fou                   | La Belle et la Bête                |
| Si et Am                 | La Belle et le Clochard            |
| Frollo                   | Le Bossu de Notre-Dame             |
| Kaa                      | Le Livre de la jungle              |
| Ursula                   | La Petite Sirène                   |
| Mme Médusa               | Les Aventures de Bernard et Bianca |
| Le Grand Loup            | Les Trois Petits Cochons           |
| Shere Khan               | Le Livre de la Jungle              |
| Maléfique                | La Belle au Bois Dormant           |
| Armée de Maléfique       | La Belle au Bois Dormant           |
| Mme Mim                  | Merlin L'Enchanteur                |
| Capitaine Crochet        | Peter Pan                          |
| Les Pirates              | Peter Pan                          |
| Tic Tac (Tick Tock Croc) | Peter Pan                          |
| Prince Jean              | Robin des Bois                     |